# Мудаувар, Джамиль-аль
Джамиль Нахла аль-Мудаувар (1862, Бейрут — январь 1907, Каир) — арабский, ливанский писатель и историк. Принадлежит к группе арабских писателей, которые могут считаться основоположниками исторического романа в современной арабской литературе. 
Учился в Бейруте. Работал в редакции журнала «аль-Джинан» («Сады»), издаваемой ливанским просветителем аль-Бустани Бутрусом, в популярном каирской ежемесячнике «аль-Муктатаф» («Сборник») и газете мусульманских реформаторов «аль-Муаййад» («Поддерживаемый богом»). Мудаувар получил известность своим произведением — романом-хроникой в письмах из эпохи халифа Гарун-аль-Рашида «Мусульманская цивилизация в Багдаде» (араб. كتاب حضارة الاسلام في دار السلام‎ — «Хадарат аль-ислам фи Дар ас-Салам», 1888), вышедшим в свет первым изданием в Каире в 1888 году; это произведение дает широкую картину жизни мусульман Востока второй половины VIII века. В этом романе герой, молодой знатный перс, приехавший в Багдад для завершения образования и позднее принявший участие в общественной и политической деятельности, в своих письмах к другу дает близкую к истории картину жизни халифата той эпохи. Строго говоря, это не роман; в нем отсутствует всякая романтическая интрига; это скорее историческая хроника, притом хроника в письмах, дающая картину той эпохи, или записки государственного деятеля II в. хиджры.  Второй посмертный труд Мудаувара представляет компиляцию по истории Ассиро-Вавилонии.

## Сочинения
- تاريخ بابل وآشور‎, 1879
- كتاب حضارة الاسلام في دار السلام‎, 1888